# Zirianin
Zirianin és el nom del vaixell de càrrega soviètic que el 14 d'octubre de 1936, poc després de l'esclat de la Guerra Civil espanyola, va arribar al port de Barcelona de la mà del cònsol rus Vladímir Antónov-Ovséienko. El vaixell portava tones d'aliments i va ser saludat com el vaixell de la pau i no de la guerra en escenificar la primera ajuda internacional que rebia Catalunya.
El director del Comissariat de Propaganda, Jaume Miravitlles, va acompanyar el cònsol i la tripulació del Zirianin a Montserrat, el 19 d'octubre de 1936.